# Hermann Schönnenbeck
Hermann Schönnenbeck (* 29. Dezember 1918 in Essen-Kettwig; † 17. November 2009 ebenda) war ein deutscher Manager und Baubetriebswirtschaftler. 
Hermann Schönnenbeck, Sohn von Hermann Schönnenbeck und Emma geb. Anger, studierte Wirtschaftswissenschaften an den Universitäten Breslau, Prag und Köln mit Abschluss zum Diplom-Kaufmann (1947) und Diplom-Volkswirt (1949). An der Universität zu Köln wurde er 1950 zum Dr. rer. pol. promoviert. Von 1947 bis 1951 war er Wissenschaftlicher Assistent an der Kölner Universität. Er war langjähriger Kaufmännischer Direktor beim Baukonzern Hochtief in Essen. 1979 erfolgte die Ernennung zum Honorarprofessor für Baubetriebswirtschaftslehre an der Technischen Universität Dortmund.
Er war zusammen mit Egon Leimböck Herausgeber und Autor des Standardwerkes KLR Bau und Baubilanz, das in mehreren Auflagen erschien. 
Schönnenbeck war evangelisch und verheiratet mit Lore, geb. Steinmann; aus der Ehe stammen zwei Kinder.

## Schriften
- Bilanz und Bilanzpolitik der Bauunternehmung in Einzeldarstellungen, Bauverlag Wiesbaden 1966
- Unternehmensfinanzierung in der Bauwirtschaft, Werner Verlag Düsseldorf 1968
- KLR Bau und Baubilanz: Grundlagen Zusammenhänge Auswertungen mit einem durchgängigen Beispiel, Vieweg Verlagsgesellschaft 1992